# Lesbos
Lesbos (phát âm tiếng Hy Lạp: [ˈle̞zvo̞s]) (tiếng Hy Lạp: Λέσβος, chuyển tự theo tiếng Hy Lạp hiện đại là Lesvos, đôi khi cũng được gọi là Mytilini theo tên thành phố chính Mytilene) là một đảo của Hy Lạp nằm ở đông bắc biển Aegea. Đảo có diện tích 1.632 km2 (630 dặm vuông Anh) với 320 km (200 mi) bờ biển, đây là đảo có diện tích đứng thứ ba tại Hy Lạp. Đảo cách Thổ Nhĩ Kỳ qua eo biển Mytilini.
Lesbos là một đơn vị thuộc vùng riêng biệt của vùng Bắc Aegean, và chỉ gồm một khu tự quản. Đảo có 90.000 cư dân và một phần ba trong số đó sinh sống tại thủ phủ Mytilene ở phía đông nam đảo. Số dân cư còn lại phân bổ tại các thị trấn và làng mạc nhỏ. Lớn nhất trong đó là Kalloni, Gera, Plomari, Agiassos, Eresos, và Molyvos.
Mytilene được gia đình Penthilidae thành lập vào thế kỷ thứ 11 TCN, họ đến từ Thessaly, và cai trị thành bang cho đến khi nổ ra một cuộc nổi dậy (590–580 TCN) do Pittacus của Mytilene lãnh đạo. Trong thời kỳ đầu Trung cổ, đảo nằm dưới quyền của đế quốc Đông La Mã và cộng hòa Genova. Lesbos bị đế chế Ottoman chinh phục vào năm 1462, họ đã cai trị hòn đảo cho đến Chiến tranh Balkan lần thứ 1 năm 1912, khi đó, đảo trở thành một phần của Vương quốc Hy Lạp.

## Địa lý

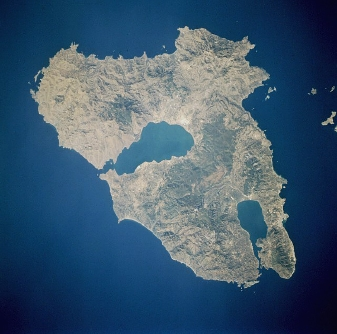
Ảnh vệ tinh của đảo Lesbos (1995)

Lesbos nằm ở cực đông của biển Aegea, đối diện với bờ biển của Thổ Nhĩ Kỳ (vịnh Edremit) ở phía bắc và phía đông; tại điểm hẹp nhất, eo biển rộng 5,5 km (3,4 mi). Đảo gần như có hình tam giác, nhưng bị ăn sâu vào bởi vịnh Kalloni ở bờ biển phía nam và Gera ở phía đông nam.
Hòn đảo có các rừng cây và đồi núi, hai đỉnh lớn nhất là núi Lepetymnos 968 m (3.176 ft) và núi Olympus 967 m (3.173 ft), chiếm giữ phần phía bắc và trung tâm đảo. Nguồn gốc núi lửa của đảo được thể hiện qua một số suối nước nóng và hai vịnh lớn.
Lesbos là một hòn đảo xanh tươi, xứng đáng mang tên hòn đảo Ngọc lục bảo, với nhiều thực vật hơn mong đợi. Mười một triệu cây ôliu chiếm 40% diện tích đảo cùng với các cây ăn quả khác. Rừng thông Địa Trung Hải, cây dẻ và một số cây sồi chiếm 20%, và diện tích còn lại là cây bụi, đồng cỏ hoặc đất đô thị. Ở phần phía tây của hòn đảo có rừng hóa thạch lớn nhất của chi Sequoia.
Hòn đảo có khí hậu Địa Trung Hải ôn hòa. Nhiệt độ bình quân là 18 °C (64 °F), và lượng mưa trung bình năm là 750 mm (30 in). Lượng ánh sánh mặt trời bất thường của đảo khiến nó là một trong những đảo nhiều nắng nhất trên biển Aegea. Tuyết và nhiệt độ rất thấp hiếm khi bắt gặp.

## Lịch sử

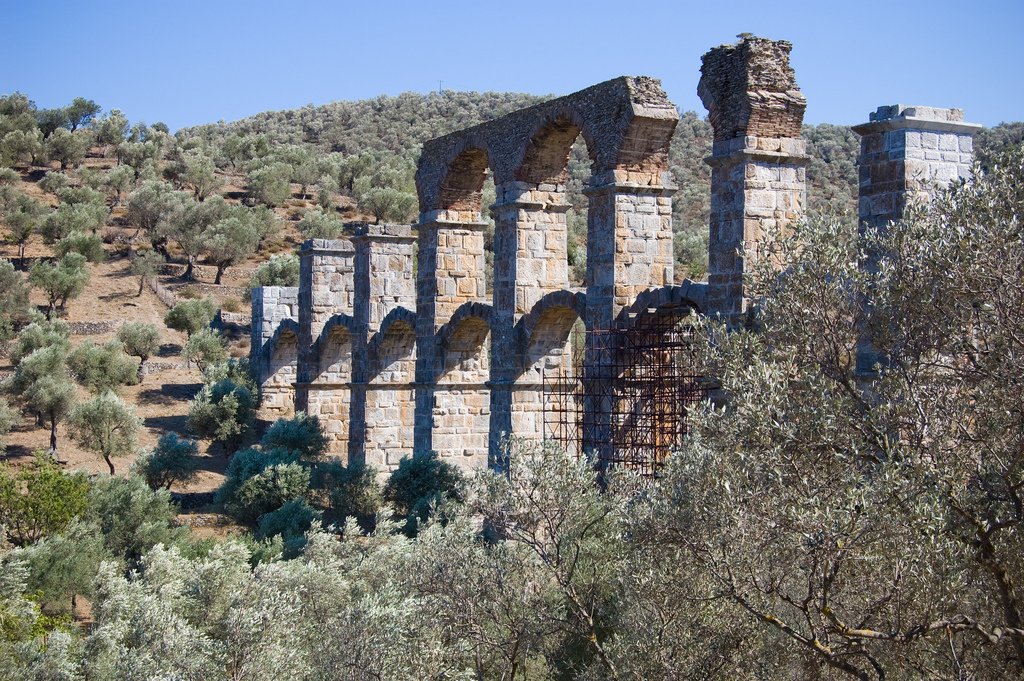
Quang cảnh cống dẫn nước La Mã

Theo thần thoại Hy Lạp cổ đại, Lesbos là vị thần bảo trợ cho hòn đảo. Macar được cho là vị vua đầu tiên có nhiều "con gái"  để lại tên của họ cho một số thị trấn lớn hiện nay. Trong thần thoại cổ đại,  "chị/em gái" của ông, Canace, đã bị giết chết để ông có thể lên ngôi. Homer đề cập tới đảo với tên "Macaros edos", chỗ của Macar. Các ghi chép của người Hittites từ cuối thời đại đồ đồng ghi tên đảo là Lazpa và có một dân số đáng kể đủ để cho phép người Hittite "mượn các vị thần của họ" (có lẽ là tượng thần) để chữa bệnh cho vị vua của mình khi các thần địa phương không sẵn sàng đến. Người ta tin rằng những người đến từ lục địa Hy Lạp, chủ yếu là từ Thessaly, những người đã đến đảo vào cuối thời đại đồ đồng và để lại đây phương ngữ Aeolic của tiếng Hy Lạp, được ghi lại trong các bài thơ của Sappho.
Nhiều đồ gốm sứ có màu xám đã được tìm thấy trên đảo và sự thờ cúng Cybele, nữ thần đất mẹ của vùng Anatolia, điều này cho thấy sự liên tục về văn hóa của các cư dân từ thời đồ đá mới. Khi vua Ba Tư Cyrus Đại đế đánh bại Kroisos (546 TCN) dân cư tại các thành phố Hy Lạp của Anatolia và các đảo lân cận trở thành thần dân Ba Tư và điều này duy trì cho đến khi Ba Tư bị người Hy Lạp đánh bại trong trận Salamis (480 TCN). Đảo được quản lý bởi một chính thể đầu sỏ vào thời kì cổ xưa, sau đó là chính quyền gần như dân chủ trong thời cổ đại. Trong một giai đoạn ngắn, hòn đảo là thành viên của liên minh Athens. Trong thời kỳ văn minh Hy Lạp hóa (Hellenistic), hòn đảo nằm dưới quyền cai trị của các vương quốc Diadochi cho đến năm 79 TCN khi nó rơi vào La Mã.

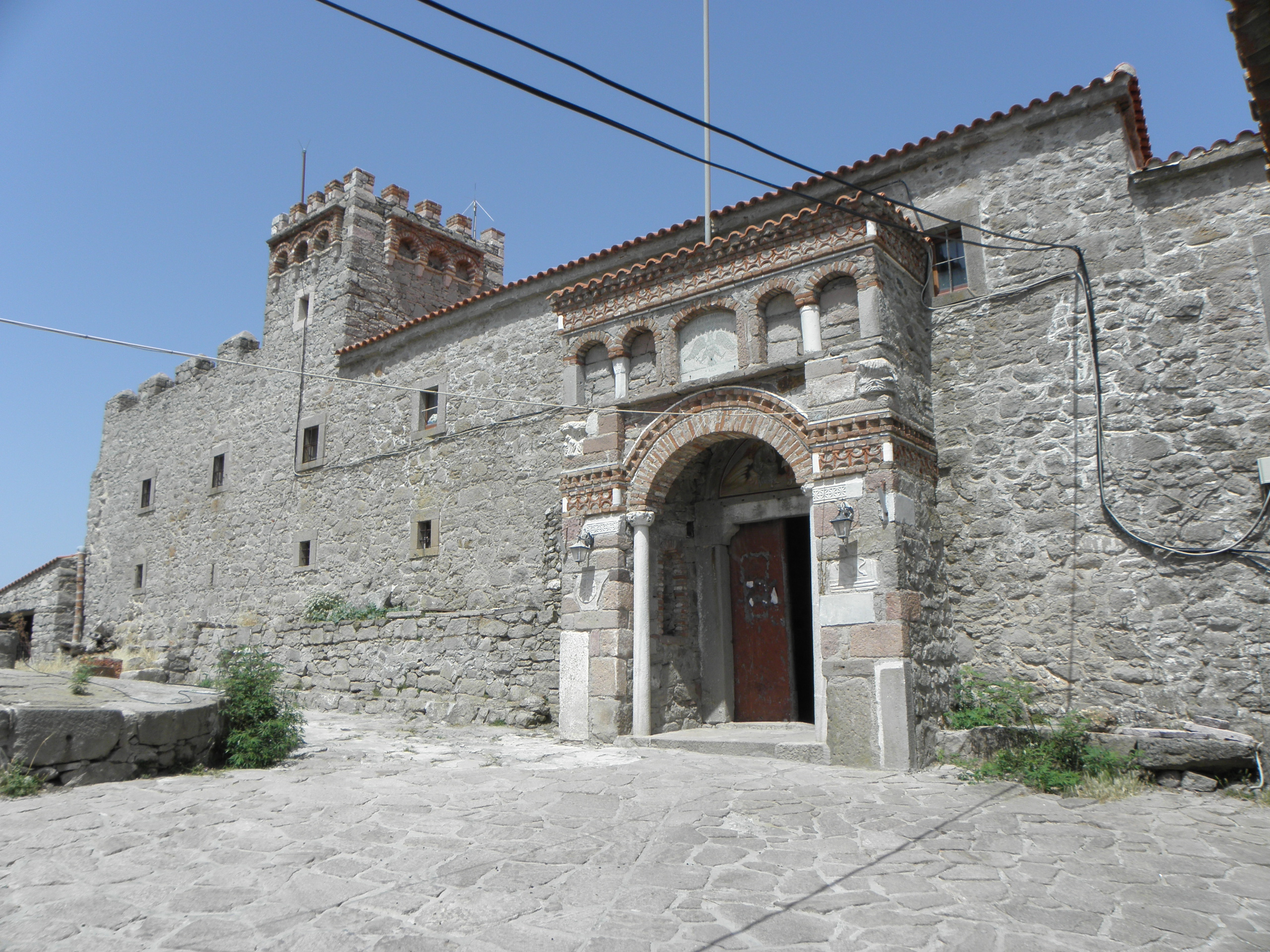
Cổng vvaof của Tu viện Ipsalou.

Vào thời Trung cổ, đảo thuộc về đế quốc Đông La Mã. Năm 803, Nữ hoàng Đông La Mã Irene đã lưu vong đến Lesbos, bà buộc phải xe sợi len để sống và đã mất tại đây.
Sau cuộc Thập tự chinh lần thứ 4 (1202–1204), hòn đảo về tay của Đế quốc Latinh, song lại bị Đông La Mã tái chinh phục vào năm 1247. Năm 1355, đảo được trao cho gia đình Gattilusi Cộng hòa Genova vì các lý do kinh tế và chính trị. Hòn đảo bị đế chế Ottoman chinh phục vào năm 1462. Và vẫn nằm dưới quyền kiểm soát của người Thổ Nhĩ Kỳ, với tên gọi Midilli trong tiếng Thổ, cho đến năm 1912 khi đảo bị các lực lượng Hy Lạp chiếm trong Chiến tranh Balkan lần thứ 1. Các thành phố Mytilene và Mithymna là các giáo khu từ thế kỷ 5.
Các hiện vật lâu đới nhất được tìm thấy trên đảo có niên đại từ thời kỳ đồ đá cũ. Các điểm khảo cổ quan trọng trên đảo là hang động từ thời kỳ đồ đá mới Kagiani, có thể là nơi trú ẩn của các mục đồng, điểm định cư thời kỳ đồ đá mới Chalakies, và khu cư trú trải rộng Thermi (3000–1000 TCN). Khu cư trú lớn nhất được tìm thấy tại Lisvori (2800–1900 TCN) là một phần của vùng bị ngập trong lớp nước ven biển nông. Ngoài ra còn có một số tàn tích từ thời cổ xưa, Hy Lạp và La Mã cổ đại. Dấu vết còn lại của thời kỳ Trung cổ trên đảo là ba lâu đài nguy nga.

## Hành chính

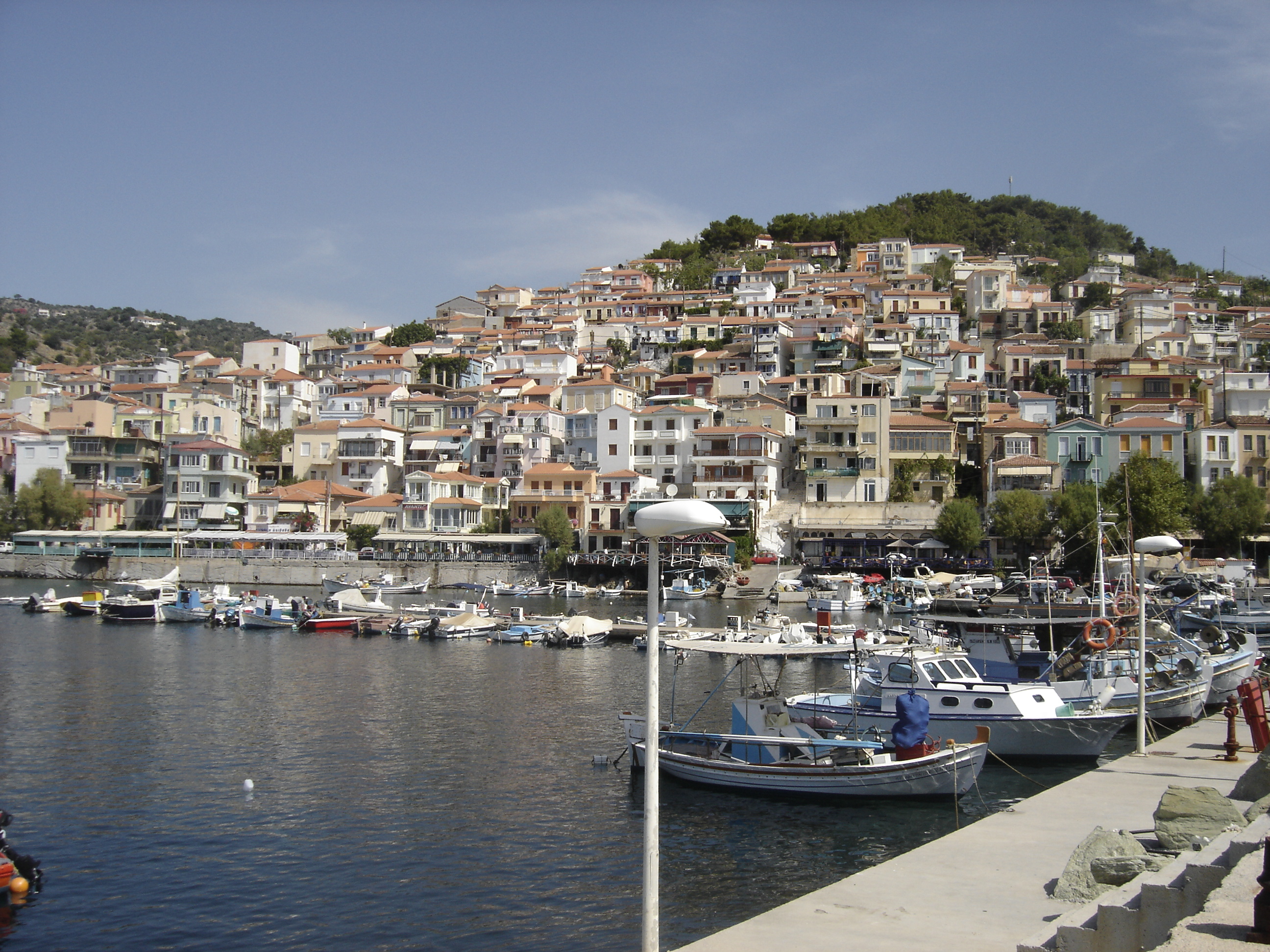
Plomari

Lesbos là một đơn vị thuộc vùng của vùng Bắc Aegea, và chỉ có một khu tự quản. Sau cải cách Kallikratis 2011, đơn vị thuộc vùng Lesbos được hình thành từ quận Lesbos trước đây. Cùng với đó, khu tự quản Lesbos được hình thành trên cơ sở 13 khu tự quản trước đó là:
- Agia Paraskevi (Αγία Παρασκευή)
- Agiasos (Αγιάσος)
- Gera (Γέρα)
- Eresos-Antissa (Ερεσός-Άντισσα)
- Evergetoulas (Ευεργέτουλας)
- Kalloni (Καλλονή)
- Loutropoli Thermis (Λουτρόπολη Θερμής)
- Mantamados (Μανταμάδος)
- Mithymna (Μήθυμνα)
- Mytilene (Μυτιλήνη)
- Petra (Πέτρα)
- Plomari (Πλωμάρι)
- Polichnitos (Πολίχνιτος)

## Kinh tế
Kinh tế Lesbos về cơ bản là nông nghiệp và phụ thuộc vào tự nhiên, dầu ô liu là nguồn thu nhập chính. Du lịch tại Mytilene được thúc đẩy nhờ sân bay quốc tế và các thị trấn văn biển Petra, Plomari, Molyvos và Eresos, cũng đóng góp đáng kể cho kinh tế của hòn đảo. Đánh cá và chế sản xuất xà phòng và ouzo, rượu mùi quốc gia Hy Lạp, vẫn còn được duy trì.